# Rauch-Haus-Song
Der Rauch-Haus-Song ist ein Lied der Berliner Politrock-Band Ton Steine Scherben von deren zweitem Studioalbum Keine Macht für Niemand (1972).

## Hintergrund

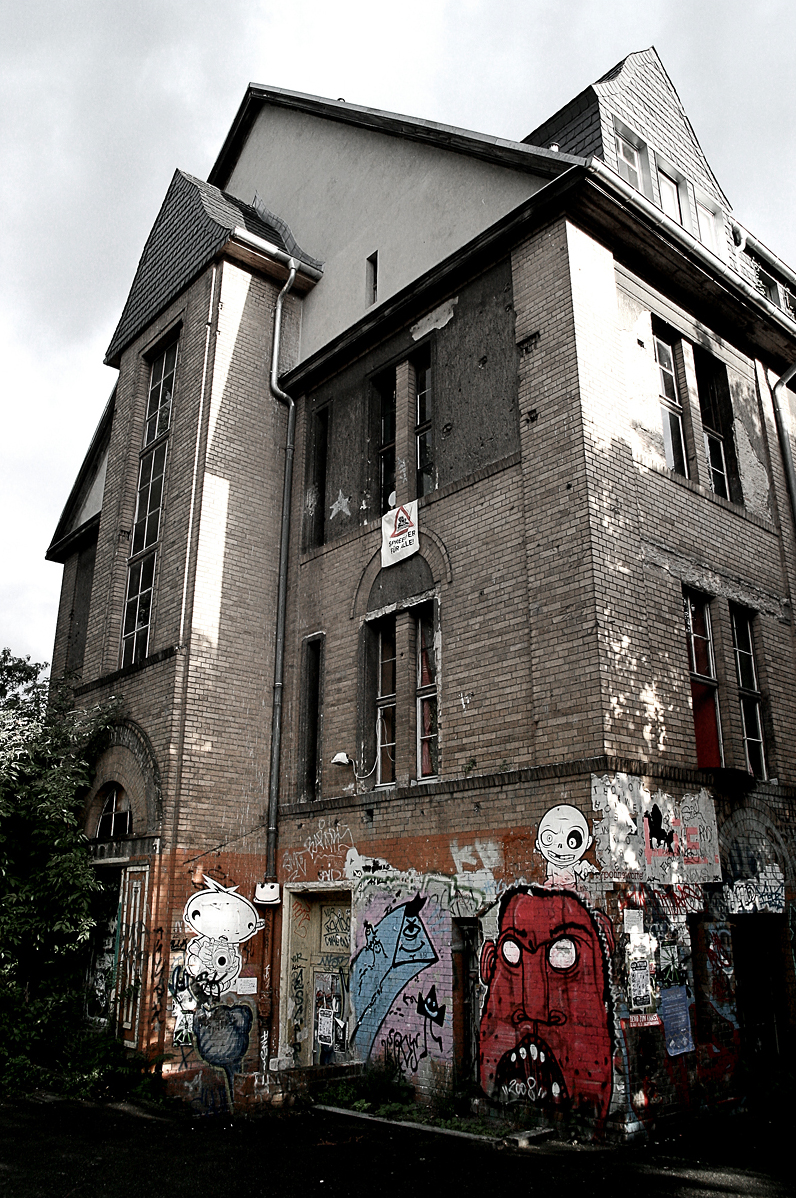
Das Georg-von-Rauch-Haus

Das Lied thematisiert die Besetzung des ehemaligen Bethanien-Krankenhauses am Mariannenplatz in Berlin-Kreuzberg am 8. Dezember 1971, dessen Schwesternwohnheim die Besetzer „Georg-von-Rauch-Haus“ nannten – nach dem am 4. Dezember 1971 bei einem Schusswechsel mit der Polizei erschossenen Georg von Rauch.
Die Band war in der Hausbesetzerbewegung aktiv und an der Besetzung des Rauch-Hauses – der zweiten Hausbesetzung in Berlin – unmittelbar beteiligt; Rio Reiser schrieb den Song während der Besetzung.
In der Hausbesetzerszene ist das Lied wegen der Zeilen „Ihr kriegt uns hier nicht raus! Das ist unser Haus!“ zum Evergreen geworden und wird vor allem von Punkbands immer wieder gecovert (siehe unten). „Das ist unser Haus“ ist auch der Titel einer 2017 erschienenen „Geschichte der Hausbesetzung“ des Scherben-Bassisten Kai Sichtermann und dessen Schwester, der Journalistin Barbara Sichtermann.
In der Zeile „Das ist unser Haus / schmeißt doch endlich Schmidt und Press und Mosch aus Kreuzberg raus“ bezieht sich „Schmidt und Press“ auf die „Schmidt & Press GmbH & Co. KG“ des Immobilienmaklers Günter Schmidt als Bauherrin des Neuen Kreuzberger Zentrums, „Mosch“ auf den beteiligten Bauunternehmer Heinz Mosch, der in den frühen 1970er Jahren größter privater Bauunternehmer der Bundesrepublik war. Schmidt und Mosch standen symbolisch für Immobilienspekulation.
laut.de listete das Lied Ende Dezember 2022 unter den 50 besten Songs des Jahres 1972 auf.

## Coverversionen
- Im Jahr 2000 veröffentlichte die Deutschpunk-Band 1. Mai 87 das Album Rip Off inklusive des Titels Rauch-Haus-Song.[11]
- Der DJ WestBam veröffentlichte 2001 einen Remix auf dem Album Pop 2001 – Geschichte wird gemacht.[11]
- 2006 veröffentlichte der Sänger und Schauspieler Jan Plewka den Film Jan Plewka singt Rio Reiser – Eine Reminiszenz an den König von Deutschland inklusive des Rauch-Haus-Songs.[11]
- Brigade S veröffentlichte 2009 den Song auf ihrem fünften Album Turbobuben.[11]
- 2013 veröffentlichte die Hamburger Band Rantanplan eine Coverversion zum Anlass der Räumung der Esso-Häuser, des Konflikts um die Rote Flora und den Protesten dagegen, die zum Jahreswechsel 2013/2014 in Hamburg stattfanden.[11]
- Auf dem zweiten Album von Swiss und Die Andern, Missglückte Welt, befindet sich der Rauchhaussong als Titel Nummer 9.
- Die Crossover-Band KAFVKA veröffentlichte 2016 ein Cover des Songs, dessen umgedichter Text die zunehmende Gentrifizierung thematisiert.[12] („Schmeißt doch endlich alle ohne Cash aus Kreuzberg raus“)[13].